# Sint-Annakerk (Jeruzalem)
De Sint-Annakerk is een 12e-eeuwse, rooms-katholieke basiliek, gelegen in de oude stad van Jeruzalem.

## Geschiedenis
De Sint-Annakerk is gewijd aan Anna en Joachim. Volgens de christelijke traditie woonden zij op deze plaats en werd de Maagd Maria geboren in een grot onder de basiliek.
Tussen 422 en 458 was Juvenalis patriarch van Jeruzalem. In deze periode werd bij de Baden van Bethesda, die tot de 1e eeuw de enige watervoorziening voor de Tempelberg vormden, een basilica gebouwd van 45 bij 18 meter, gesteund door zeven bogen. De basilica was gewijd aan Maria.
In 614 werd het gebouw deels beschadigd en verbrand door de Perzen. Later werd het gebouw hersteld, totdat het in 1010 door de Arabieren compleet werd vernietigd.
In 1099 veroverden de kruisvaarders Jeruzalem en herbouwden de basilica. Zij breidden de basilica aan de bovenzijde uit met een kapel. Het werd een klooster.
In 1140 verving een grotere kerk het eerdere gebouw; deze grotere kerk werd opgericht aan de zuidzijde van de Baden van Bethesda, boven de grot waar Maria zou zijn geboren. De kerk werd gewijd aan Sint Anna, de moeder van Maria.
In tegenstelling tot veel andere kruisvaarderskerken werd de Sint-Annakerk niet verwoest na de verovering van Jeruzalem in 1187 door Saladin (Ṣalāḥ ad-Dīn). Hij maakte van de kerk een school, die enige faam verwierf als opleidingsinstituut ten tijde van de mammelukken. Tijdens de islamitische overheersing mochten christelijke pelgrims alleen na betaling van een vergoeding de grot binnen. In de tijd van de Ottomanen verviel het gebouw, tot het in 1874 aan de Witte Paters werd gegeven.
In 1856 presenteerde de Ottomaanse Sultan Abdülmecit de kerk aan Napoleon III, als dank voor de Franse steun tijdens de Krimoorlog. De kerk werd vervolgens gerestaureerd, maar het grootste deel van wat er vandaag nog resteert, is origineel. Momenteel behoort de kerk nog steeds aan Frankrijk en wordt beheerd door de Sociëteit van Missionarissen van Afrika, gewoonlijk de Witte Paters genoemd, vanwege de kleur van hun gewaden.
Bij een bezoek door president Macron aan de kerk in 2020 leidde dit, net als in 1996 onder president Chirac, tot een incident met de aanwezige politieagenten in de kerk.

## Bouw
De Sint-Annakerk ligt in het oude Jeruzalem vlak bij de Leeuwenpoort en naast de Baden van Bethesda aan de noordzijde van de Tempelberg.
Boven de deur bevinden zich vijf regels in Arabisch schrift uit 1192, waarin staat dat Saladin, de veroveraar van Jeruzalem, de kerk vermaakte tot een school.
De Sint-Annakerk bestaat uit een schip en twee zijbeuken, die alle drie dezelfde grootte hebben. Het schip wordt van de zijbeuken gescheiden door twee zuilenrijen. De basis van elke zuil is kruisvormig. De basis van de noord- en zuidmuren en de basis van de zuilen stammen uit de 5e eeuw, de rest stamt uit de 12e eeuw.
Het oostelijk uiteinde van elke zijbeuk en van het centrale schip wordt gevormd door een apsis, waarbij de centrale apsis de grootste is. Het hoogaltaar bevindt zich op een verhoging en staat in de centrale apsis. Het hoogaltaar werd in 1954 gemaakt door de Franse beeldhouwer Philippe Kaeppelin. Op het altaar zijn de Blijde Boodschap, de Geboorte van Christus en de Kruisafname afgebeeld.
In de crypte onder de kerk is de grot te zien waar Maria zou zijn geboren.